# Negromantis gracilis
Negromantis gracilis es una especie de mantis de la familia Iridopterygidae.

## Distribución geográfica
Se encuentra en Camerún y Madagascar.